# Hossein Sheikholeslam
Hossein Sheikholeslam, né le 29 novembre 1952 à Isfahan et décédé le 5 mars 2020 à Téhéran, est un homme politique iranien.

## Biographie
Né à Isfahan, Sheikholeslam milite dans les milieux conservateurs dans sa jeunesse. Il fait partie des étudiants ayant fait prisonnier plusieurs diplomates américains lors de la crise des otages américains en Iran.
Plus tard, il est fait ambassadeur iranien en Syrie. Sa carrière politique se poursuit avec un mandat de député au parlement iranien. Par la suite, il devient conseiller de Mohammad Djavad Zarif. Il meurt du Covid-19 en mars 2020.